# ウジャマー村
ウジャマー村とは、タンザニアにおける集団農場のことである。
初代大統領ジュリウス・ニエレレの構想により1967年から実施に移された。ウジャマーとは、スワヒリ語で「家族的な愛」を意味する。農村の共同化を通じた近代化を狙っていたが、かえって生産効率の低下を招き、1983年には個別農園を重視する政策転換が確認された。